# (12753) Povenmire
(12753) Povenmire (1993 HE) – planetoida z pasa głównego asteroid okrążająca Słońce w ciągu 4,25 lat w średniej odległości 2,62 j.a. Odkryta 18 kwietnia 1993 roku.